# Liste der Kulturdenkmäler in Hinzenburg
In der Liste der Kulturdenkmäler in Hinzenburg sind alle Kulturdenkmäler der rheinland-pfälzischen Ortsgemeinde Hinzenburg aufgeführt. Grundlage ist die Denkmalliste des Landes Rheinland-Pfalz (Stand: 8. Februar 2023).

## Einzeldenkmäler
| Bezeichnung                            | Lage                                 | Baujahr | Beschreibung                    | Bild                           |
| -------------------------------------- | ------------------------------------ | ------- | ------------------------------- | ------------------------------ |
| Katholische Filialkirche St. Magdalena | Kellerstraße 20 Lage                 | 1842    | schlichter Saalbau, 1842        | weitere Bilder Fotos hochladen |
| Wegekreuz                              | südlich des Ortes an der L 143 Lage  | 1919    | neugotisches Pfeilerkreuz, 1919 | Fotos hochladen                |
| Wegekreuz                              | nördlich des Ortes an der L 143 Lage | 1869    | Pfeilerkreuz, bezeichnet 1869   | BW                             |
| Nothelferkapelle                       | nördlich des Ortes an der L 143 Lage | um 1900 | Putzbau, um 1900                | BW                             |